# 비톨트 곰브로비치
비톨트 마리안 곰브로비치(Witold Marian Gombrowicz, 1904년 8월 4일 ~ 1969년 7월 24일)은 폴란드의 극작가이다. 그의 작품은 깊은 심리학적 분석, 어떤 역설과 부조리, 반민족주의적 취향이 특징이다. 1937년에 그는 첫 번째 소설에서, 그의 일반적인 주제인 미성숙과 젊음의 문제, 타인과의 상호작용에서 정체성 형성, 폴란드 사회와 문화 에서의 계급 역할에 대한 아이러니하고 비판적인 검토를 제시했다. 그는 말년에만 명성을 얻었지만 지금은 폴란드 문학의 가장 중요한 인물 중 한 명으로 간주된다. 그의 일기는 1969년에 출판되었으며 파리 리뷰에 따르면 "그의 걸작으로 널리 간주된다".

## 참고 문헌
1. ↑  Piepenbring, Dan (2014년 8월 4일). “Birthday Suit”. 《Paris Review》. 2014년 8월 13일에 확인함.